# Bolton City Youth Club
El Bolton City es un equipo de fútbol de las Islas Mauricio que juega en la Liga Premier de las islas Mauricio, la liga de fútbol más importante del país.

## Historia
Fue fundado en el año 1978 en la ciudad de Central Flacq y su mayor logro ha sido ganar le título de la División Nacional 1 para ascender a la Liga Premier de las islas Mauricio por primera vez en su historia para la temporada 2012, y ahí se encuentra actualmente.

## Palmarés
- Copa de Mauricio: 1

2019
- Division Nacional 1: 1

2011/12
- Division Nacional 2: 1

2010/11
- Liga Regional de Port-Louis: 1

2006
- Trofeo de la Juventud: 1

1992

## Participación en competiciones de la CAF
| Temporada | Torneo                       | Ronda      | Club           | Casa | Visita | Global |
| --------- | ---------------------------- | ---------- | -------------- | ---- | ------ | ------ |
| 2019/20   | Copa Confederación de la CAF | Preliminar | Jwaneng Galaxy | 3-1  | 0-1    | 3-2    |
| 2019/20   | Copa Confederación de la CAF | 1          | Zanaco FC      | 1-2  | 0-3    | 1-5    |